# Манфред Росснер
Манфред Росснер (нім. Manfred Roßner, *2 квітня 1941, Песнек — † 17 березня 2008, Лейпциг) — східнонімецький, а потім німецький футбольний арбітр. Арбітр ФІФА з 1980 по 1991 рік.

## Кар'єра
З 1974 року судив матчі Оберліги ГДР, вищого дивізіону Футбольного союзу НДР, де до 1990 року провів 166 ігор.
У 1980 році він отримав статус арбітра ФІФА і став судити міжнародні матчі, зокрема був у списках арбітрів на юнацькому чемпіонаті Європи в 1984 році у ФРН, а також молодіжному чемпіонаті Європи 1990 року. Загалом відпрацював у 66 іграх на міжнародному рівні. Також на чемпіонаті Європи 1988 року у ФРН він був лінійним арбітром у матчі Англія — Ірландія (0:1) в штабі свого співвітчизника Зігфріда Кіршена.
Помер після тривалої хвороби у віці 66 років в університетській клініці Лейпцига .